# 丹尼·約翰斯通
丹尼·約翰斯通（英語：Denny Johnstone；1995年1月9日—）是一位蘇格蘭足球運動員，在場上的位置是前鋒。

## 球會生涯

### 早年
約翰斯通在8歲時便在南部皇后學習踢球，13歲轉到凯尔特人。凯尔特人取得2013年至2014年歐洲冠軍聯賽參賽資格，使球隊青年隊亦能參加歐洲青年聯賽。約翰斯通在歐洲青年聯賽對巴塞青年隊比賽中取得進球，及在4-1大勝阿贾克斯的比賽中表現出色。雖然如此，但他始終沒有在一隊上場，季後他拒絕了球隊開出的新合約。

### 伯明翰城
在2014/15球季，他赴英格蘭球會伯明翰城試訓並簽下三年合約。2014年8月19日對伊普斯威奇的比賽，他在81分鐘換下韦斯·托马斯，首次在職業聯賽上場，最終賽果為2-2。
2014年11月27日，他被外借到英格蘭足球全國聯賽球會马科斯菲尔德，為期一個月。他在11月29日以3-1輸給巴尼特的比賽中首次代表新球會上場，之後在12月20日以5-1大勝阿尔费登镇的比賽中取得在新球會首顆進球。縱使他的外借兩度被延長，最後延長到球季結束，但他在2015年2月2日被母會召回。整個外借期間他共在聯賽上場9次及打進3球。被召回的約翰斯通很快被外借到英乙球會車頓咸至季末，並在2月7日以3-1不敵伯顿阿尔比恩的比賽中首次上場。縱使球會希望買斷約翰斯通，但伯明翰城不願意放人。一星期後對贝里的賽事，他打進首顆在英格兰足球联赛的進球，但球隊最終以2-1落敗。2015年3月初，伯明翰決定召回他，整個外借期間他共在聯賽上場5次及打進1球。之後他被外借到另一英乙球會伯顿阿尔比恩至季末，在4月3日作客普利茅斯的比賽中首次上場，賽果為1-1。在對卡莱尔联場的比賽期間，對手在比賽初期取得領先，而約翰斯通則因為比賽期間頭部衝撞而需要接受治療，但最終無大礙並回到場上，並在補時第8分鐘打進一球追成平局。約翰斯通在球季閉幕戰只是未用替補球員，這戰確定了球隊成為了2014/15英乙冠軍 。
2015年7月，他被外借到蘇格蘭球會格里诺克慕顿整個賽季，伯明翰有權在2016年1月召回該球員。他在新球會首戰是蘇格蘭聯賽盃以5-0大勝埃爾金城。整個外借期間他共在各項賽事打進17球及交出6助攻，助球隊以第5名完成蘇格蘭足球冠軍聯賽。

### 科尔切斯特联
2016年6月28日，英乙球會科尔切斯特联簽下約翰斯通，轉會費沒有公佈。他在球季揭幕日對哈特尔普尔联的比賽中首次上場，在下半場換入上場，最終賽果為1-1，8月13日對剑桥联的比賽中打進新球會的首顆進球，使球隊以2-0取勝。他在2017年2月18日對艾宁顿斯坦利期間因傷而提出結束球季。
2017年8月，他被外借到蘇超球會圣约翰斯顿，並在對凯尔特人的比賽中首次上場，他在81分鐘上場，最終賽果為1-1打平。12月16日以3-1擊敗流浪者的比賽中打進在圣约翰斯顿的首顆進球。2017/18球季結束後，科尔切斯特联釋出了約翰斯通，使他成為自由身球員。

### 回到蘇格蘭
被科尔切斯特联釋出後，他回到蘇格蘭第二效力格里诺克慕顿，雙方簽約一年。之後他跟隨教練罗里·麦金农（Ray McKinnon）轉投至法尔科克，並在效力期間的2020年1月被外借到斯特蘭拉爾。2020年7月，約滿後的約翰斯通加盟蘇甲球會鄧巴頓，效力期間在各項賽事共上場11次，但未有取得進球。最終他在2021年3月離開球會。

## 國家隊生涯
約翰斯通曾代表蘇格蘭各級青年隊上場。2010年8月24日以3-0大勝澤西的比賽中，首次替蘇格蘭U16上場。他總共在U16上場4次，並在對北愛爾蘭的比賽中打進1球。
2011年1月12日作客1-0擊敗馬爾他的比賽，他首次替蘇格蘭U17上場，在這梯隊中他共上場10次及在2-1不敵克羅地亞的比賽中打進1球。
至於蘇格蘭U18，他只在這年齡隊上場1次，是2013年4月1-0不敵以色列U18的比賽。
2013年2月6日，約翰斯通首次代表蘇格蘭U19上場，在這場對荷蘭U19的賽事中打進1球，但球隊最後以2-1落敗。2013年10月12日對白俄羅斯和15日對德国U19的比賽中各打進1球。約翰斯通在U19共上場9次及打進3球。

## 生涯統計
| 球會                 | 球季     | 聯賽     | 聯賽 | 聯賽 | 足總盃 | 足總盃 | 聯賽盃 | 聯賽盃 | 其它 | 其它 | 總計 | 總計 |
| 球會                 | 球季     | 聯賽     | 上場 | 進球 | 上場   | 進球   | 上場   | 進球   | 上場 | 進球 | 上場 | 進球 |
| -------------------- | -------- | -------- | ---- | ---- | ------ | ------ | ------ | ------ | ---- | ---- | ---- | ---- |
| 伯明翰城             | 2014–15  | 英冠     | 2    | 0    | —      | —      | 0      | 0      | —    | —    | 2    | 0    |
| 伯明翰城             | 2015–16  | 英冠     | —    | —    | —      | —      | —      | —      | —    | —    | —    | —    |
| 伯明翰城             | 小計     | 小計     | 2    | 0    | —      | —      | 0      | 0      | —    | —    | 2    | 0    |
| 马科斯菲尔德（外借） | 2014–15  | 全國聯賽 | 9    | 3    | —      | —      | —      | —      | 1    | 0    | 10   | 3    |
| 車頓咸（外借）       | 2014–15  | 英乙     | 5    | 1    | —      | —      | —      | —      | —    | —    | 5    | 1    |
| 伯顿阿尔比恩（外借） | 2014–15  | 英乙     | 5    | 1    | —      | —      | —      | —      | —    | —    | 5    | 1    |
| 格里诺克慕顿（外借） | 2015–16  | 蘇乙     | 35   | 14   | 4      | 1      | 4      | 2      | —    | —    | 43   | 17   |
| 科尔切斯特联         | 016–17   | 英乙     | 28   | 2    | 1      | 0      | 1      | 0      | 2    | 0    | 32   | 2    |
| 科尔切斯特联         | 2017–18  | 英乙     | 2    | 0    | 0      | 0      | 1      | 0      | 0    | 0    | 3    | 0    |
| 科尔切斯特联         | 小計     | 小計     | 30   | 2    | 1      | 0      | 2      | 0      | 2    | 0    | 35   | 2    |
| 圣约翰斯顿（外借）   | 2017–18  | 蘇超     | 20   | 2    | 2      | 0      | —      | —      | —    | —    | 22   | 2    |
| 格里诺克慕顿         | 2018–19  | 蘇冠     | 4    | 0    | 0      | 0      | 0      | 0      | 0    | 0    | 4    | 0    |
| 法尔科克             | 2019–20  | 蘇甲     | 7    | 0    | 1      | 0      | 4      | 1      | 2    | 0    | 14   | 1    |
| 斯特蘭拉爾（外借）   | 2019–20  | 蘇甲     | 5    | 0    | 0      | 0      | 0      | 0      | 0    | 0    | 5    | 0    |
| 鄧巴頓               | 2020–21  | 蘇甲     | 7    | 0    | 0      | 0      | 4      | 0      | 0    | 0    | 11   | 0    |
| 生涯總計             | 生涯總計 | 生涯總計 | 129  | 23   | 8      | 1      | 14     | 3      | 5    | 0    | 156  | 27   |

1. ↑  英格蘭足總錦標
2. ↑  英格蘭足球聯賽錦標賽

## 外部連結
- Scottish FA profile（页面存档备份，存于）
- UEFA profile（页面存档备份，存于）
- Birmingham City F.C. profile
- 丹尼·約翰斯通的X（前Twitter）
- 足球数据库：丹尼·約翰斯通的球员统计数据